# Marija Antonowna Naryschkina

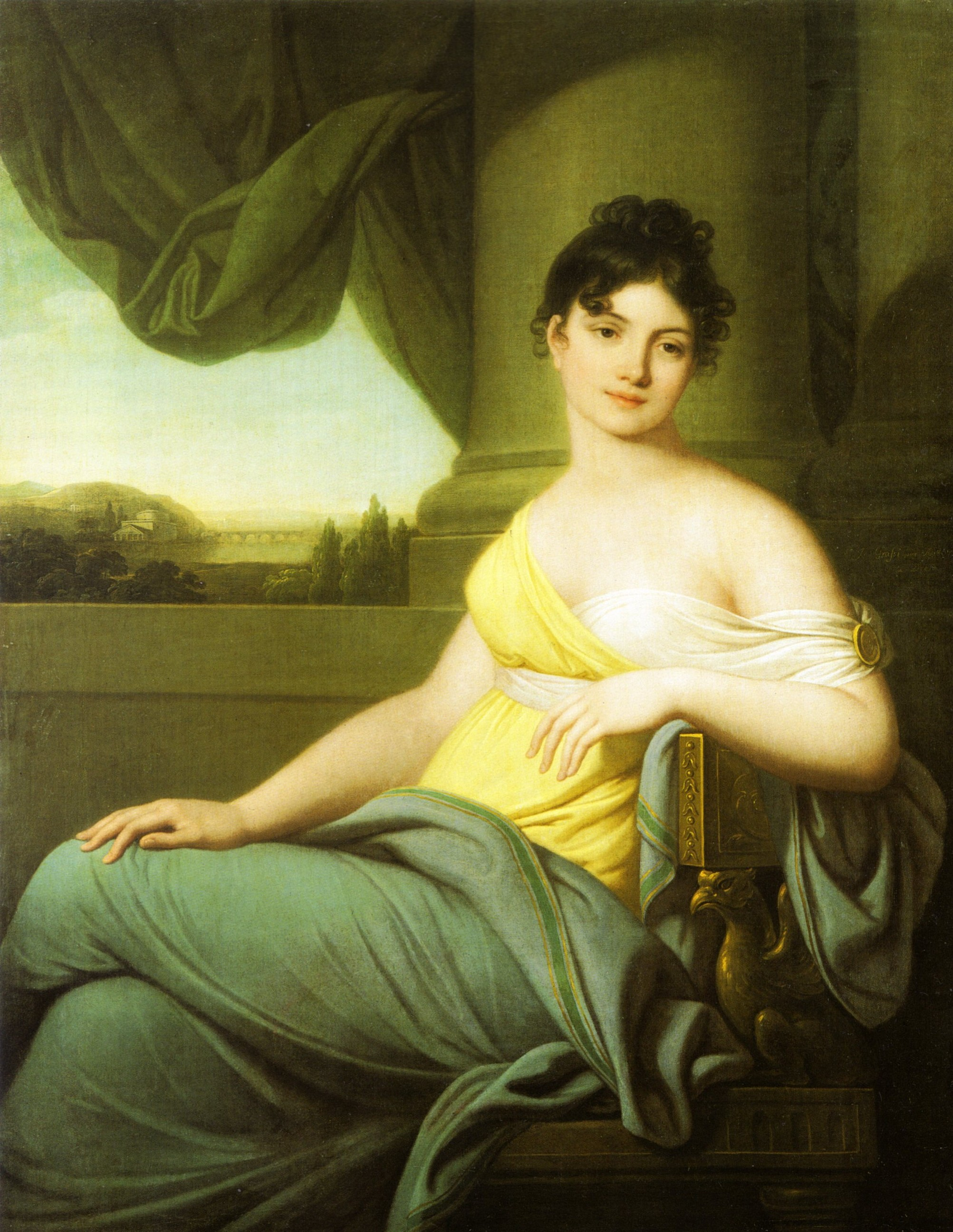
Joseph Maria Grassi: Bildnis der Fürstin Marija Antonowna Naryschkina. Öl auf Leinwand, 1807

Marija Antonowna Naryschkina (russisch Мария Антоновна Нарышкина; * 1779; † 1854 in Starnberg) war eine polnische Fürstin und die Mätresse des russischen Zaren Alexander I.

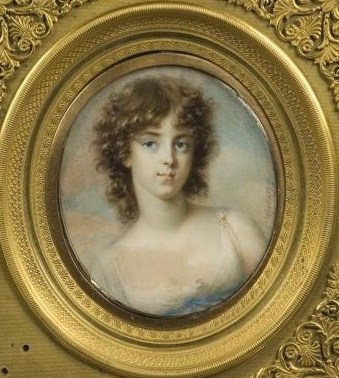
Sofya Naryshkina, die Tochter von Marija Antonowna Naryschkina und Zar Alexander I.

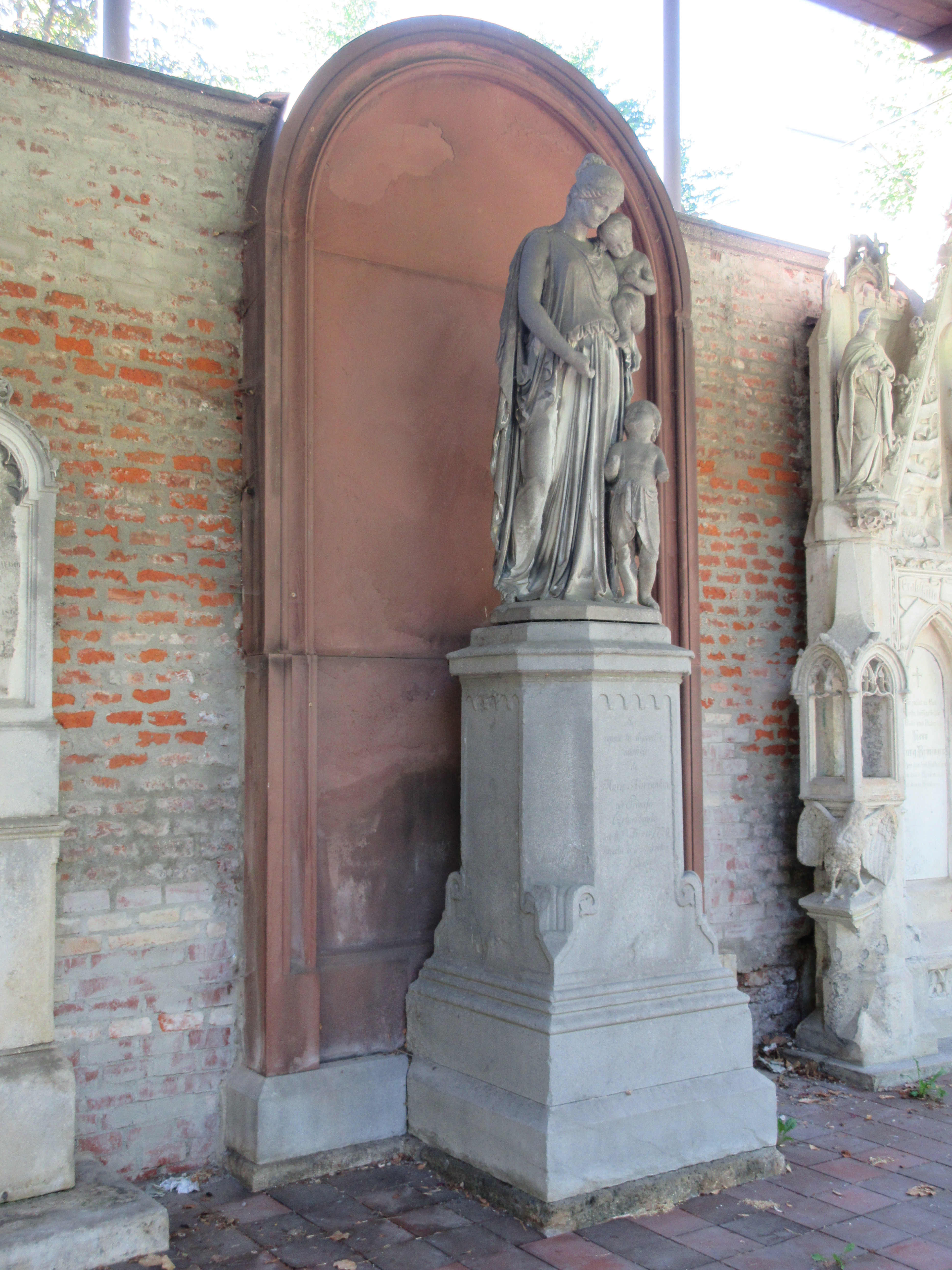
Grab von Marija Naryschkina auf dem Alten Südlichen Friedhof in München

## Herkunft und Heirat
Marija war die Tochter des polnischen Fürsten Antoni Stanisław Czetwertyński-Światopełk (1748–1794). Sie war seit 1795 mit dem Ober-Jägermeister Dmitri Lwowitsch Naryschkin (1764–1838) verheiratet. Der damalige Großfürst Alexander (1777–1825) machte Marija Antonowna 1799 zu seiner ständigen Mätresse, eine Stellung, die sie – mit Billigung ihres Mannes – neunzehn Jahre lang innehaben sollte.

## Mätresse
In Sankt Petersburg war niemand schockiert oder erstaunt, dass der spätere Zar sich eine Geliebte nahm, zumal man davon wusste, am wenigsten seine Mutter Maria Fjodorowna, die Zar Pauls Kurtisanen immer als persönliche Freundinnen und Begleiterinnen behandelt hatte, vorausgesetzt natürlich, dass Paul seine Zustimmung gab. Aber seine Frau, Elisabeth Alexejewna (1779–1826), befand sich in einer ganz anderen Situation: Sie hatte keine Kinder und blieb immer ein einsamer Mensch, dem alles Russische fremd war, und nie konnte sie sich ganz dem Land, das sie adoptiert hatte, angleichen. Sie betrachtete die Naryschkina als eine gemeine Dirne, die darauf aus war, etwas Schönes zu zerstören, das für sie selbst auch nach zehnjähriger Ehe Zauber besaß. Sie nahm sich ihre Freundin, die Großfürstin Anna Fjodorowna, nicht als Beispiel, die, müde von den Wutanfällen und der Untreue des Großfürsten Konstantin Pawlowitsch, – auch kinderlos geblieben – Russland verlassen hatte; sie hatte Geduld zu üben gelernt.

## Spätere Jahre
Marija Naryschkina war keine Kurtisane im gewöhnlichen Sinne des Wortes. Um 1803 war ihr Spitzname in der Gesellschaft „Aspasia des Nordens“, ein Name, der ihrem Witz und ihrem Geiste und den staatsmännischen Eigenschaften ihres Geliebten schmeichelte. Mit der Kunst der Koketterie vertraut, bezauberte sie wie eine Sirene. Immer wieder fand sie Mittel und Wege, diejenigen zu verführen, auf die sie ein Auge geworfen hatte. Im Juli 1803 kam sie in andere Umstände, und mit großer Taktlosigkeit stellte sie vor der Zarin Elisabeth Alexejewna ihre Schwangerschaft zur Schau, indem sie keinen Versuch machte, die Vaterschaft ihres noch ungeborenen Kindes zu verbergen. Vielleicht glaubte sie, Alexander würde die orthodoxe Kirche bewegen, seine und ihre Ehe zu annullieren, um sie zu seiner Gemahlin und zur Zarin zu machen. Sollte dies ihr Traum gewesen sein, so schätzte sie die Komplexität des Zarentums und die Bindungen, die zwischen dem Herrscher und seiner Gemahlin bestanden, falsch ein. 
Im Januar 1804 gebar Marija Naryschkina ihrem Geliebten eine Tochter, Sinaida. Alexander war ein stolzer Vater, und es gelang ihm nicht, seine Freude vor Elisabeth Alexejewna zu verbergen. 1810 starb Sinaida, doch dieses traurige Ereignis beeinflusste das hektische Leben der Fürstin Marija nicht. Es war Elisabeth und nicht Marija, die Alexanders Schmerz teilte und ihm Selbstvertrauen und Tröstungen gab. 
1814 folgte Marija Naryschkina dem Zaren nach Wien und mietete sich ein Haus in der Paniglgasse Nr. 60, das von Agenten des Baron Hagers, Polizeichef von Fürst Metternich beim Wiener Kongress, beobachtet wurde. Da sie von Geburt Polin war, glaubten die Österreicher, sie würde Alexanders Politik, ihr Vaterland betreffend, beeinflussen wollen. Möglicherweise war ihr Motiv aber eher die Eifersucht auf die führenden politischen Kurtisanen auf dem Wiener Kongress, Herzogin Wilhelmine von Sagan und Fürstin Katharina Bagration. Fürst Boris Golizyn ließ es den Zaren immer wieder wissen, dass Gott ihn wegen seines Ehebruchs mit Marija Naryschkina strafen würde. Der Zar respektierte die Ansichten des Fürsten, doch fühlte er sich zu Marija hingezogen und liebte seine aus dieser Beziehung geborenen Kinder, Sinaida (1806–1810), Sofija (1808–1824) und Emmanuil (1813–1901). Er war einfach nicht im Stande, diese Beziehung, die, bis auf einige Unterbrechungen, beinahe neunzehn Jahre bestanden hatte, abzubrechen. Erst im Sommer 1818 entschloss er sich nach schweren Seelenkämpfen dazu. In einem Brief an seine Schwester Katharina Pawlowna war er einmal sogar so weit gegangen, Marija und ihre Kinder als „meine Familie“ zu bezeichnen.
Nach dem Tod des Zaren und ihres Mannes verließ Fürstin Naryschkina Russland und zog 1842 nach München, wo sie laut polizeilichem Meldebogen ab 28. Oktober 1842 im Haus der Familie der Grafen von Rechberg wohnte, das sich in der Hundskugel 7 (heutige Hackenstrasse) befand. 1854 starb Marija Antonowna Naryschkina den Quellen zufolge in Starnberg.

## Grabstätte
Die Grabstätte von Marija Naryschkina befindet sich auf dem Alten Südlichen Friedhof in München (Alte Arkaden Platz 73 bei Gräberfeld) Standort. Die Umstände, die zur Beisetzung auf dem Alten Südlichen Friedhof führten, sind nicht bekannt. Sehr wahrscheinlich ist es aber kein Zufall, dass die Grabstelle Alte Arkaden Platz 73 in den prestigeträchtigen Alten Arkaden befindet, ganz in der Nähe der Alten Arkaden Platz 61 der befreundeten Familie von Rechberg. Möglich ist aber auch eine Verbindung zum Grafen von Wyszkowsky, der auch aus Osteuropa stammte und dessen Grabstelle unmittelbar daneben liegt.
Mit Entwurf und Ausführung des Grabmals wurde Johann von Halbig beauftragt. Die Fürstin wählte für ihr Grabmal die Darstellung der Caritas, der Nächstenliebe, einer der drei theologischen Tugenden. Da ihr einstiger Status als einflussreiche Mätresse des Zaren für ihr Grabmal nicht aufgegriffen werden konnte, war sie offenbar bemüht, der Nachwelt als fürsorgliche Mutter in Erinnerung zu bleiben.